# しろがねしょぉむ
しろがね しょぉむ（2月26日 ‐ ）は、日本の声優、俳優。うぃなぁエンタテイメント設立者でCEO最高経営責任者。静岡県三島市出身。
演劇集団「勇★遊/シアターどりっずらばーす!」主宰。

## 人物・経歴
静岡県立熱海高等学校卒業。東京アナウンス学院卒業。
特技：人間観察。趣味：ドライブ、散歩、昼寝（寝たいと思ったら3分以内）。自身のブログにて阪神ファンと公言している。
もともとはスタジオボイス所属だった当時、個人として活動をする場づくりのために、うぃなぁエンタテイメントを1990年に設立。1992年、演劇集団「勇★遊/シアターどりっずらばーす!」を旗揚げ。その後、スタジオボイスを退社後、コロムビアアリスに所属、1996年頃フリーになり、個人マネージメント事務所としてうぃなぁエンタテイメントがマネージメント窓口となる。2003年からはうぃなぁエンタテイメントにマネージメント事業部を立ち上げ、他のタレントのマネージメントも始めると共に、自らも現在でもナレーター・パーソナリティー業などを中心に、他にもキャスティングコーディネート、プロデューサー業務も行っている。
財団法人舞台芸術財団演劇人会議正会員。日本俳優連合に加入している。
静岡県少年指導者育成者。

## 出演

### ラジオ
- コズミックキッズ（FM FUJI）
- 湘南パトロール
- キッズタイムス元気の印!
- ファンタジスタ
- 〜Entertainment Dredm Project〜 「Show! 激・的!」
- こえたまらじお!ファンタジスタ（アール・エフ・ラジオ日本）
- しろがねしょぉむと高乃麗の Voice-Bee-get!（ラジオ大阪1314 V-STATION）
- Hey!Sei-Yuu!　〜koetama*Radio Junction〜
- POWER VOICE JAM （ラジオ大阪1314 V-STATION）

パーソナリティ：しろがねしょぉむ、斉藤佑圭
- しろがねしょぉむと廣田詩夢のPower Voice Jam! 2ndシーズン（ラジオ大阪）
- めいち＆なっちのもうDokuDoku （ぽけら）

### 劇場版アニメ
- 戦争が終わった夏に

### CM
- 朝日ソーラー
- アットコム
- テレコムランド

### 舞台
- T he Children's Hour／子供の時間
- サンタが教えてくれたこと
- スターナイトエクスプレス

## プロデューサー作品
- 探偵ファイルON！RADIO
- ナルウザクスダ（仮）
- 世田壱恵の毒舌らじおぉ!
- 倉田雅世・松浦有希のユキクラ姉妹
- まるたまりの小部屋
- THE・ニュースペーパーアキラとヒデのここだけの話にできなーい!?
- 宮下タケルプロジェクト「Play-Boys」の馬鹿になれ！
- 世田壱恵の「妄想RADIO」
- FAIRY TAIL Webラジオ『魔導士ギルド放送局 やりすぎソーサラー！』
- 農業ムスメ! 〜みのり村放送局〜」

## キャスティングプロデューサー作品
- Koetama*エグゼクティブプロデューサー
- 携帯電話公式コンテンツエクシング「ポケ声&ポケ音」
- say-you!パフォーマンスドールエグゼクティブプロデューサー